# Liste der Orte in Perth und Kinross
Diese Liste von Örtlichkeiten in Perth and Kinross ist eine Liste von Städten, Dörfern, Weilern, Burgen, Golfplätzen, historischen Wohnhäusern, Naturschutzgebieten, Stauseen, Flüssen, Kanälen und anderen Örtlichkeiten von Interesse in der Perth and Kinross Council Area in Schottland.

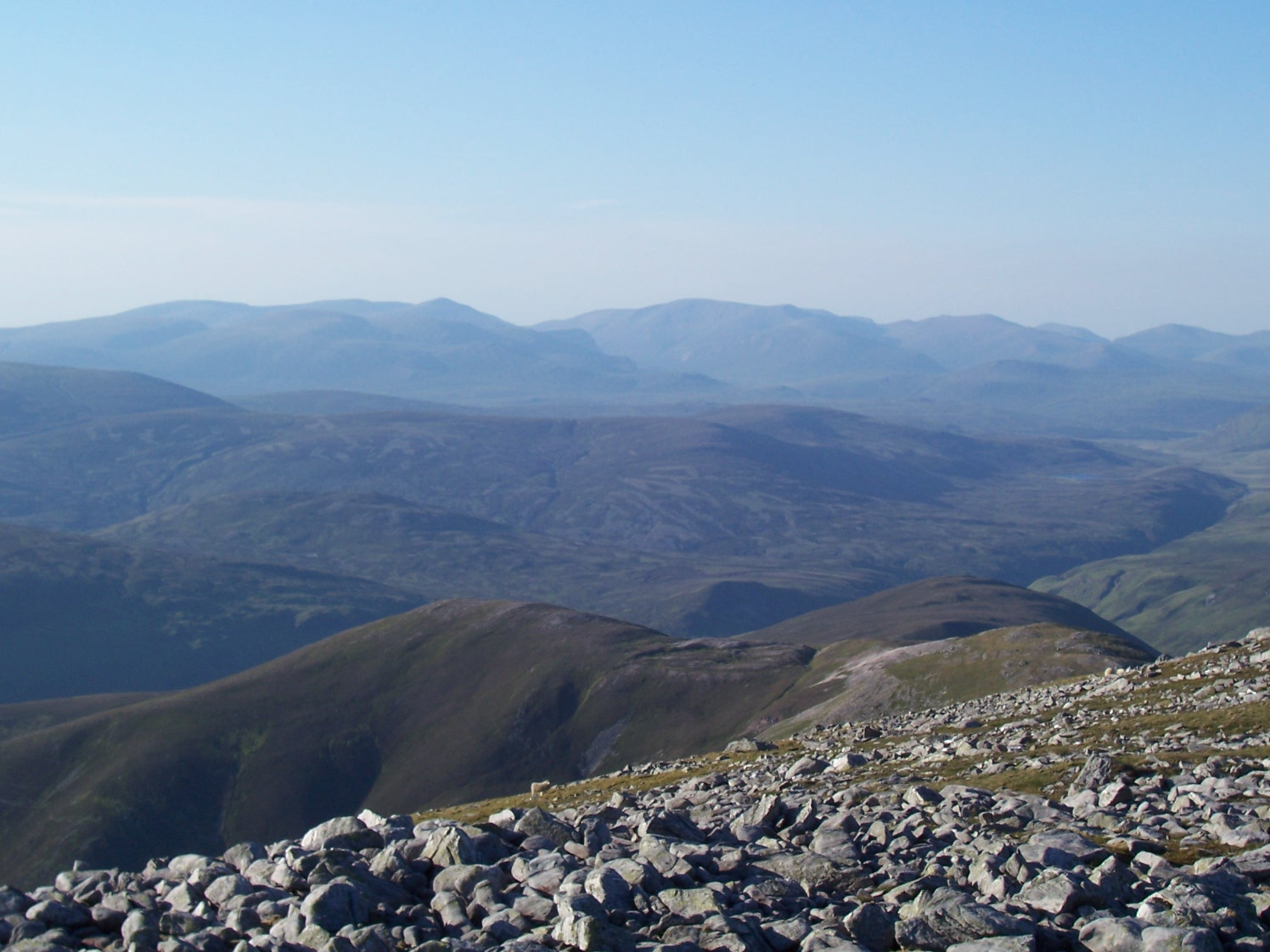
Beinn a Ghlo, Grampians

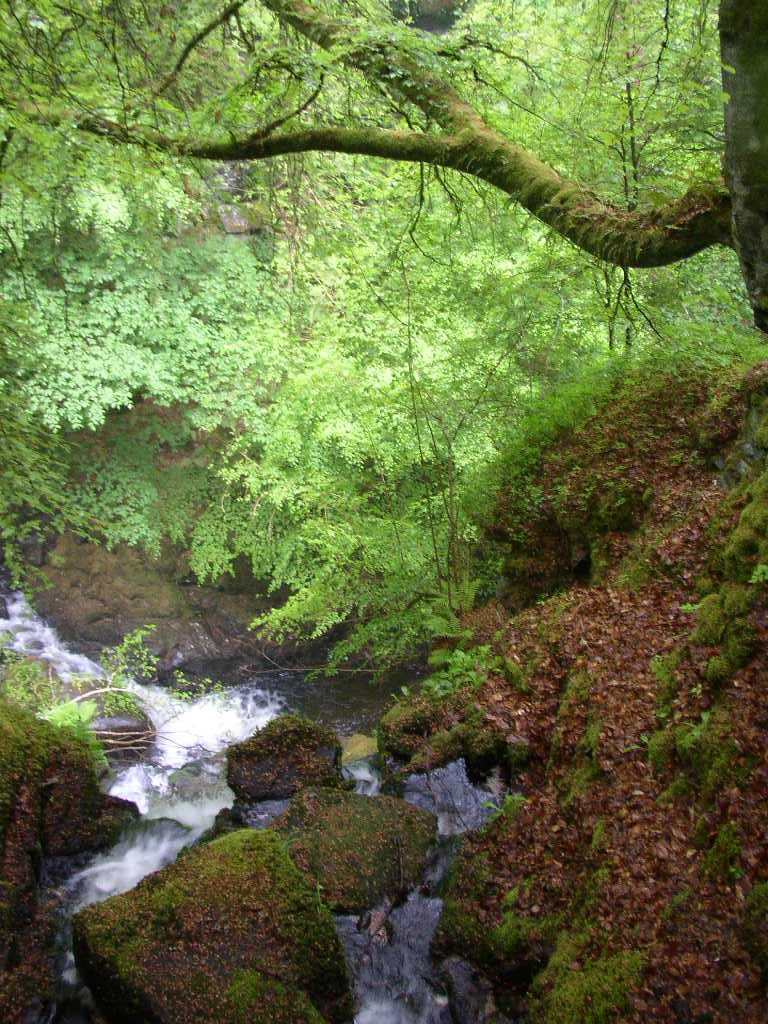
Birken von Aberfeldy

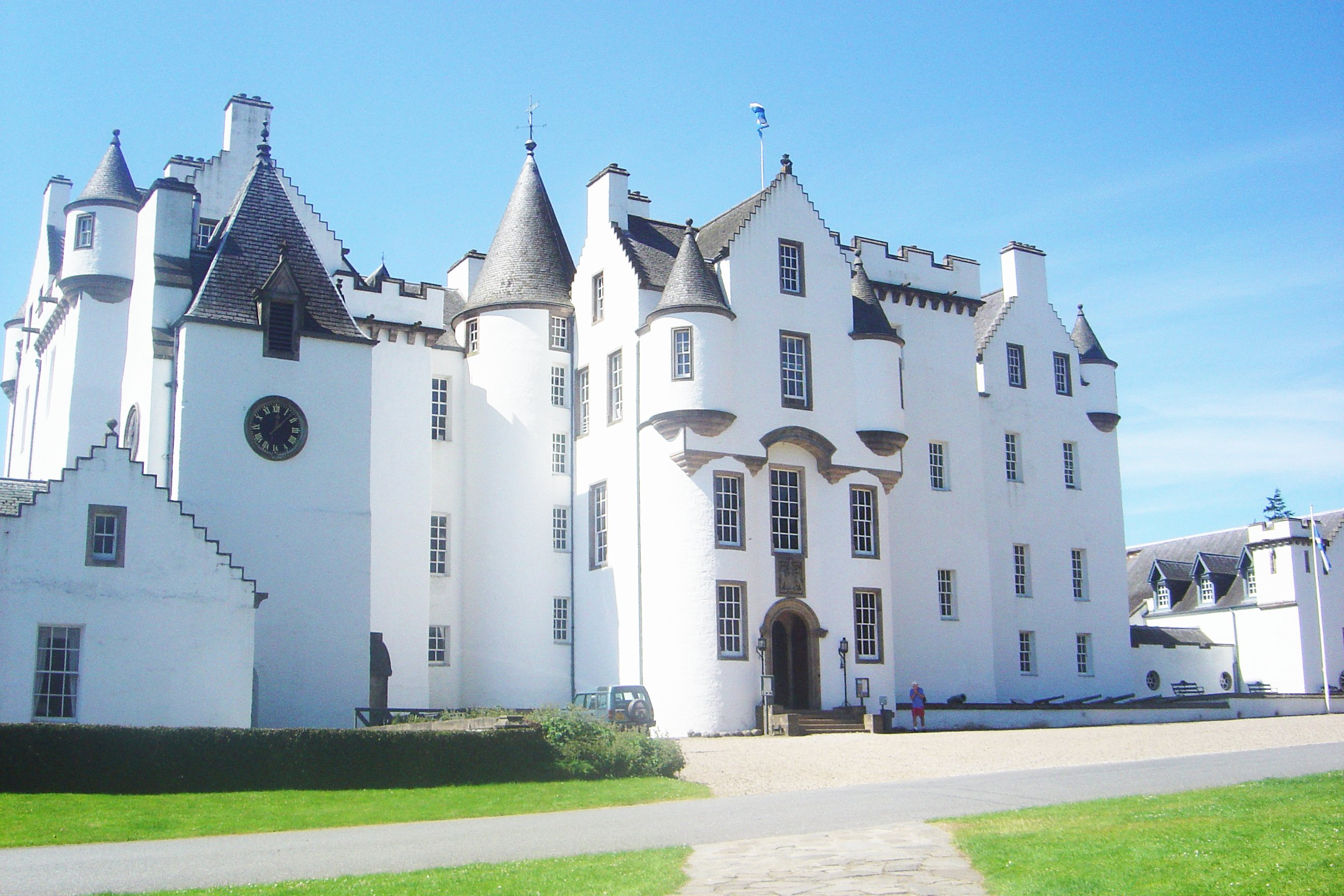
Blair Castle

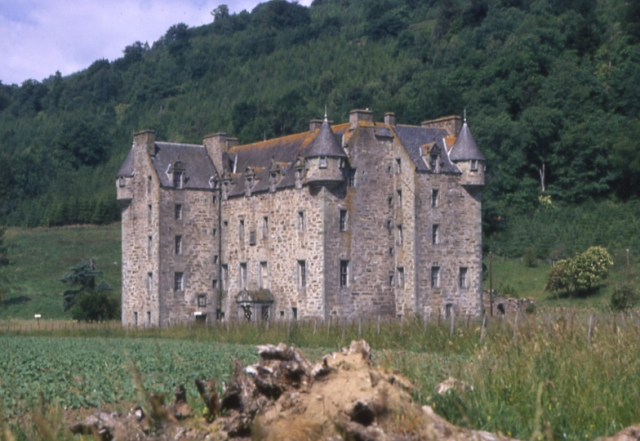
Castle Menzies

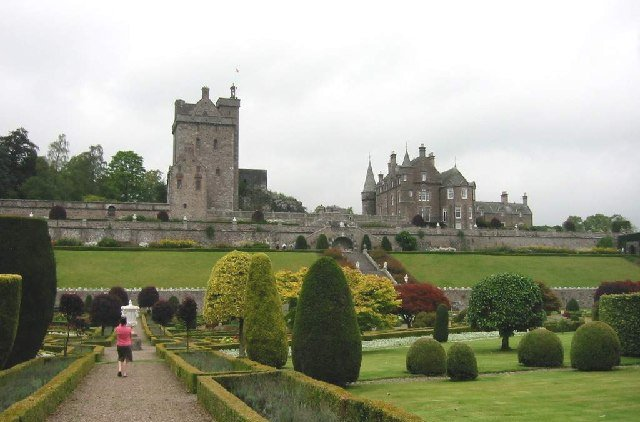
Drummond Castle

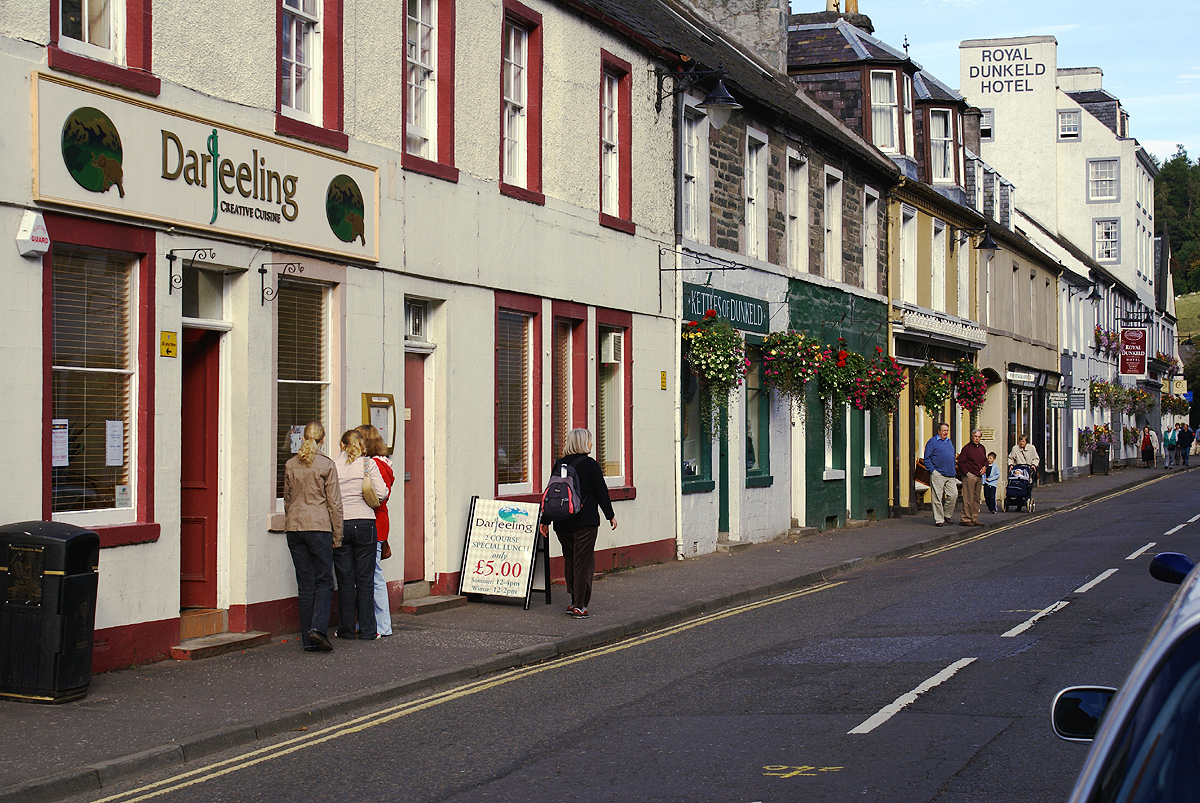
Dunkeld

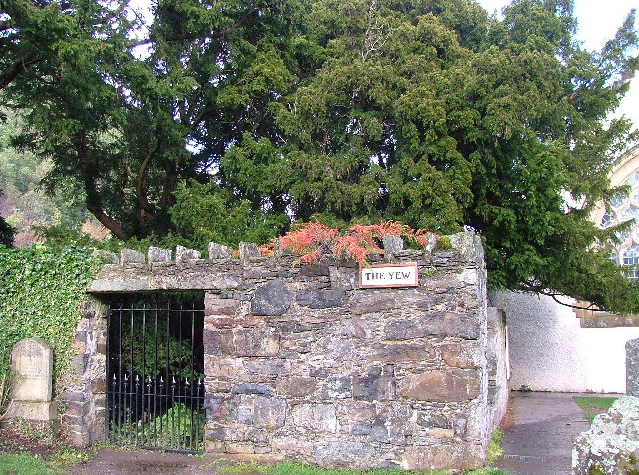
Fortingall Yew

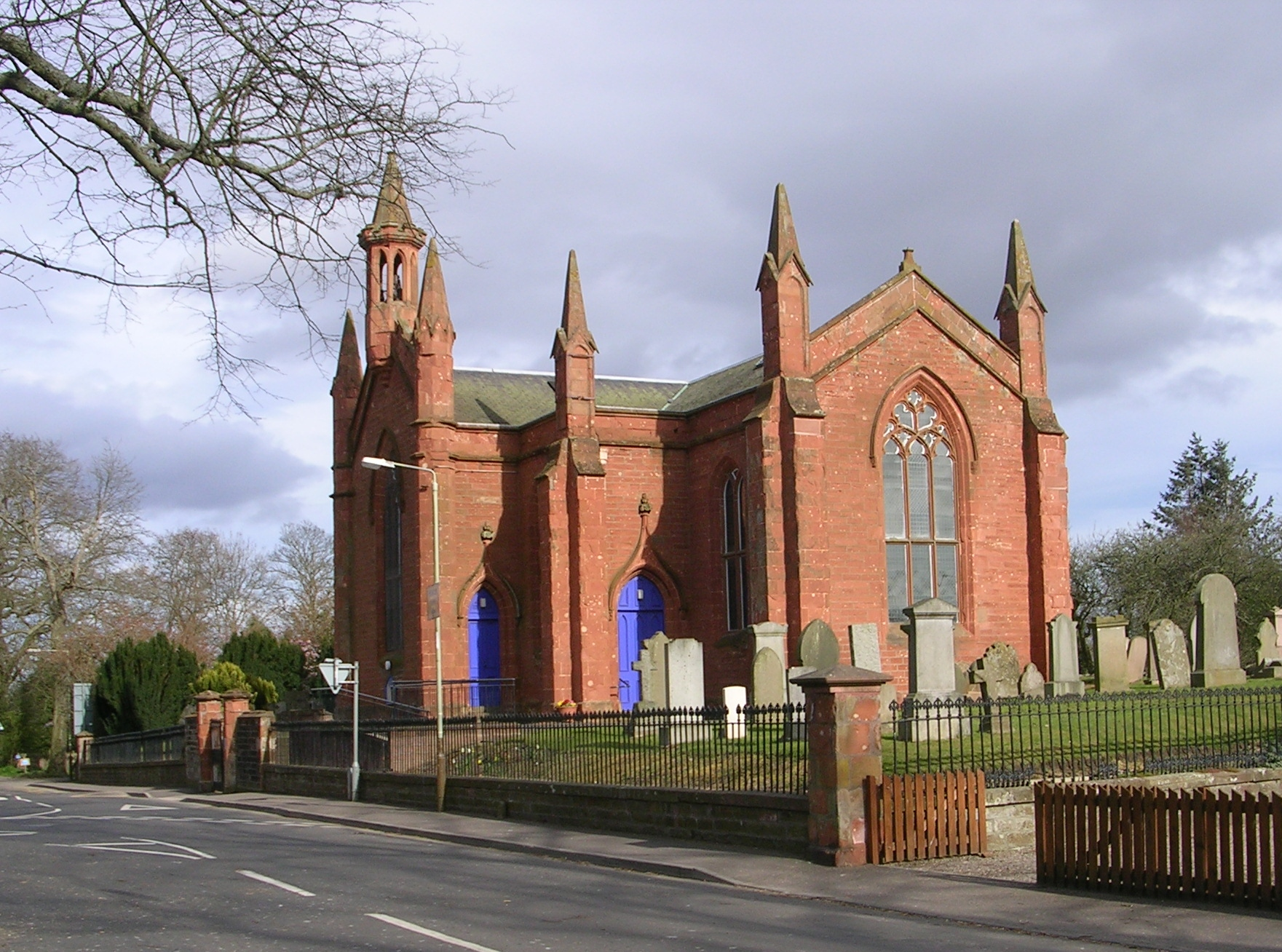
Inchture Church

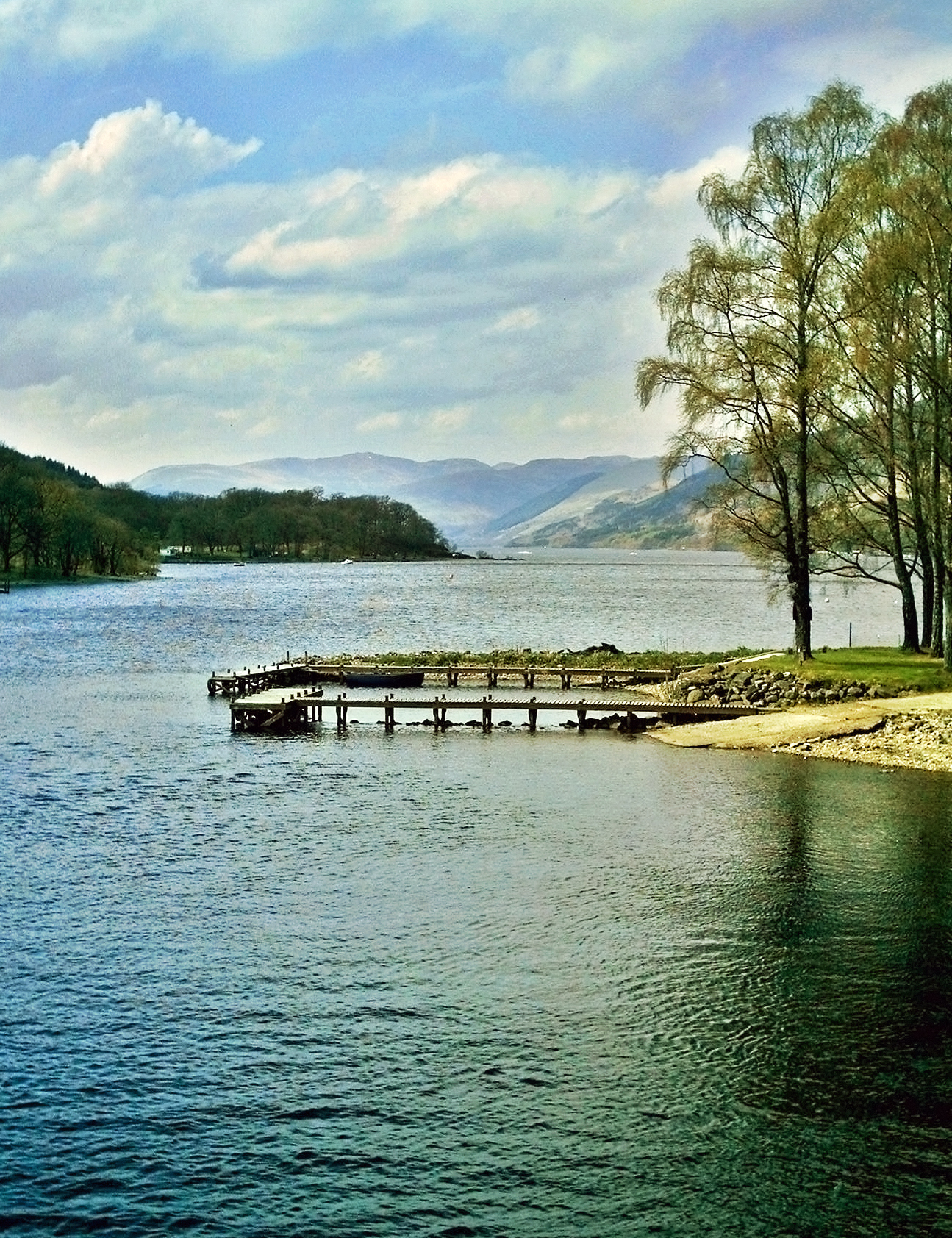
Loch Earn

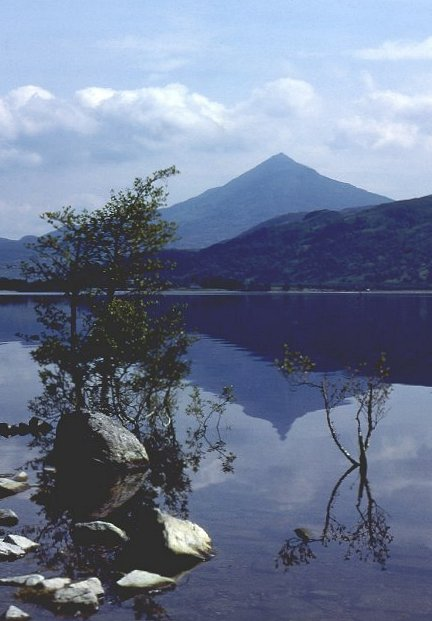
Loch Rannoch

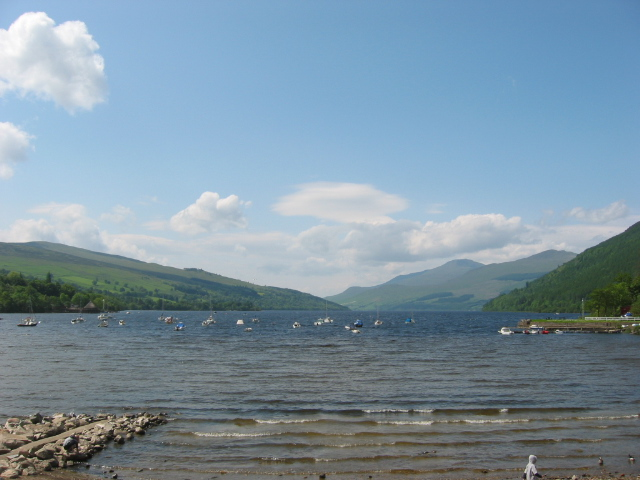
Loch Tay bei Kenmore

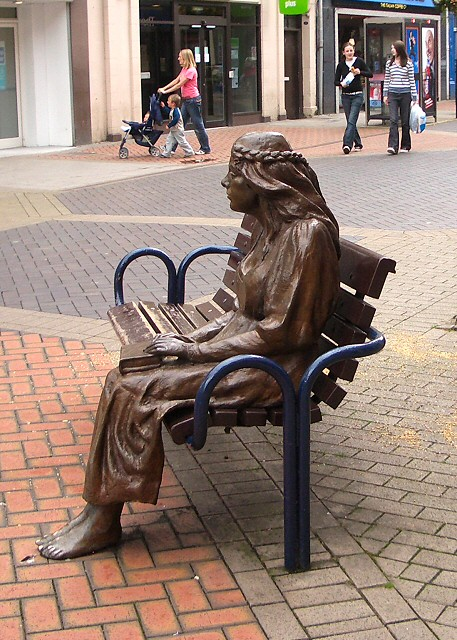
Fair Maid of Perth

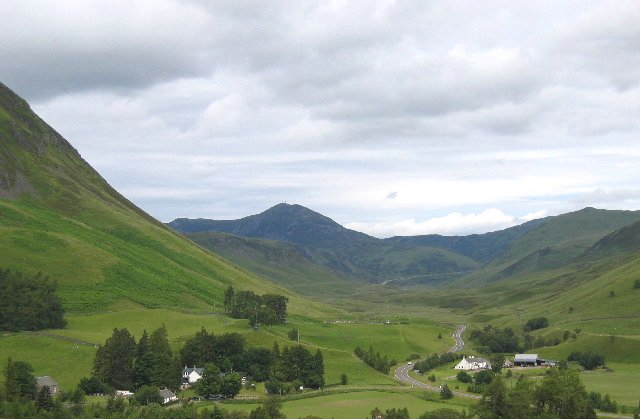
Glenshee von Glenshee Spittal

## A
- Abbots Deuglie
- Aberfeldy, Aberfeldy Distillery
- Abernethy
- Acharn
- Almondbank
- Alyth
- Amulree
- Atholl
- Auchterarder

## B
- Balado
- Ballinluig
- Bankfoot
- Ben Lawers
- Blackford
- Black Hill Roman Camps
- Blair Atholl, Blair Atholl Mill
- Blair Castle
- Blairgowrie
- Bridgend
- Bridge of Balgie
- Bridge of Earn
- Burrelton

## C
- Cairngorms National Park
- Castle Menzies
- Clunie
- Cluny House
- Comrie
- Coupar Angus
- Creag Odhar
- Crieff

## D
- Drummond Castle
- Dull
- Dunkeld
- Dunning

## E
- Errol

- Fearnan
- Finegand
- Forgandenny
- Forest of Atholl
- Forteviot
- Fortingall, Fortingall Yew
- Fowlis Wester

- Glen Lyon
- Glenfarg
- Glenshee, Glenshee Ski Centre
- Gowrie
- Grampian Mountains
- Grandtully
- Greenloaning

## I
- Inchture
- Innerpeffray
- Invergowrie

## K
- Keltybridge
- Kenmore
- Killiecrankie
- Kindrogan
- Kingoodie
- Kinloch Rannoch
- Kinross
- Kinrossie
- Kirkmichael

## L
- Lawers
- Leetown
- Loch Earn
- Loch Lomond and The Trossachs National Park
- Loch Rannoch
- Loch Tay
- Logierait
- Luncarty

## M
- Madderty
- McDiarmid Park
- Meigle
- Meikleour
- Methven
- Milnathort
- Muthill

## O
- Ochil Hills

## P
- Perth
- Pitkeathly Wells
- Pitlochry
- Pitmiddle

## R
- Rannoch Moor
- Rattray
- River Ericht
- River Isla
- River Tay

- Scone
- Spittal of Glenshee
- St Fillans
- Stormontfield
- Strathearn
- Strathtay

## T
- Trinafour

## W
- Waterloo
- Weem

- Karte mit allen Koordinaten:
- OSM |
- WikiMap